# Anna Jarosiewicz
Anna Jarosiewicz – polska inżynier, dr hab. nauk rolniczych, profesor uczelni i dyrektor Instytutu Biologii i Nauk o Ziemi Akademii Pomorskiej w Słupsku.

## Życiorys
W 1998 ukończyła studia ochrony środowiska w Politechnice Szczecińskiej, 3 marca 2003 obroniła pracę doktorską Badania otoczkowania nawozów mineralnych powłoką polimerową, 28 kwietnia 2016 habilitowała się na podstawie pracy zatytułowanej Wpływ zewnętrznych czynników naturalnych i antropogenicznych na obieg substancji biogenicznych w ekosystemach wodnych. Objęła funkcję profesora nadzwyczajnego w Instytucie Biologii i Ochrony Środowiska na Wydziale Matematycznym i Przyrodniczym Akademii Pomorskiej w Słupsku.
Piastuje stanowisko profesora uczelni i dyrektora Instytutu Biologii i Nauk o Ziemi Akademii Pomorskiej w Słupsku.
Była prodziekanem na Wydziale Matematycznym i Przyrodniczym Akademii Pomorskiej w Słupsku.